# Markus Kavka

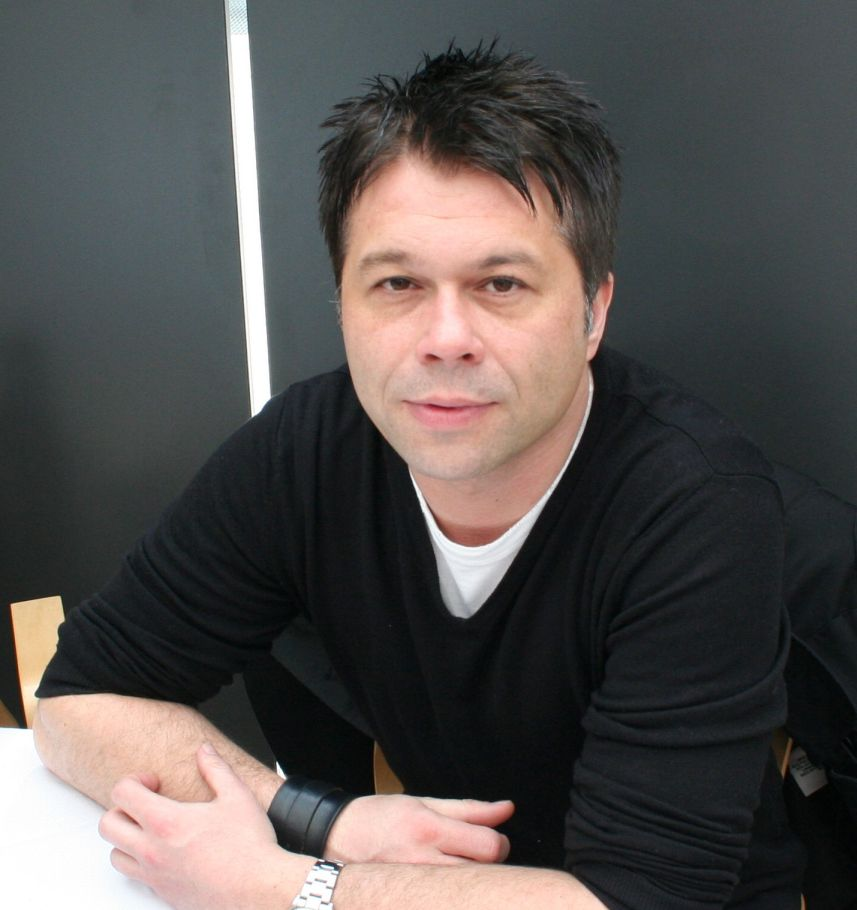
Markus Kavka (2007)

Markus Kavka (* 27. Juni 1967 in Ingolstadt) ist ein deutscher Moderator, Musikjournalist, Buch-Autor und DJ.

## Werdegang

### Kindheit und Jugend
Kavka wuchs bei seinen Eltern in Manching (Landkreis Pfaffenhofen, nahe Ingolstadt) zusammen mit seinem jüngeren Bruder Alexander auf. Als Kind und Jugendlicher spielte er leidenschaftlich Fußball, glaubte aber später, für den Profifußball zu wenig Talent zu haben. Erste Erfahrungen in der Medienbranche sammelte er bei Radio Downtown in Erlangen und beim Ingolstädter Radiosender Radio IN. Nachdem er 1987 die Schule mit Abitur abgeschlossen hatte, begann er 1988 in Erlangen ein Studium der Theater- und Kommunikationswissenschaft sowie Amerikanistik mit dem Schwerpunkt Neue Medien. Währenddessen arbeitete er bei Radiosendern in Erlangen und Nürnberg, schrieb Konzert- und Plattenkritiken für Musikmagazine und Stadtzeitungen und legte regelmäßig Indie-Musik in den Nürnberger beziehungsweise Fürther Clubs Das Boot und Kitsch auf. Durch regelmäßigen Besuch des Musikclubs Circus Gammelsdorf konnte Kavka Ende der 1980er Jahre seine Kenntnisse in Bezug auf unkonventionellen Rock und Metal erweitern. Nach seiner Magisterarbeit über das Regionalfernsehen im Großraum Nürnberg, die er 1993 vollendete, trat er nach kurzer Orientierungsphase eine Stelle als Redakteur beim Musikmagazin Metal Hammer an.

### Im Fernsehen
Durch seinen neuen Beruf knüpfte er schnell Kontakte zum Musiksender VIVA. Kavka übernahm dort zunächst die Moderation der Spartensendung Metalla. Danach moderierte er die Sendung Wah². Zwei Jahre später gründete VIVA die Sparte 2Rock auf VIVA Zwei, an der sich Kavka genau wie bei 2New neben seinem mittlerweile obligatorischen VJ-Job auch als Produzent betätigen durfte. Im Jahr 2000 zeichnete sich die Auflösung von VIVA Zwei ab (ersetzt durch VIVA Plus), doch Kavka bekam binnen eines Monats ein Angebot des Konkurrenten MTV Germany und begann sofort mit der Arbeit. Die Klamotten blieben Gothic-schwarz, die Haare waren lang.
Die ersten Monate beim neuen Arbeitgeber vergingen produktiv, so dass im August des gleichen Jahres das Projekt MTV News – von und mit Markus Kavka – ausgestrahlt werden konnte. Ab März 2001 wurde weiterhin das Alternative-Magazin MTV Spin gesendet, in dem er eine Stunde lang von Genres und Bands mit geringerem Anteil an den Charts erzählte und deren Werke präsentierte. Bei den MTV Music Awards, Berichten von Festivals wie Rock am Ring und auch bei 20 Years On MTV übernahm er die Leitung. Letztere war 2001 als einmaliges Ereignis zum 20-jährigen Jubiläum von MTV geplant, wurde nach dem dauerhaften Erfolg jedoch nachproduziert und bis 2004 in insgesamt fünf Staffeln ausgestrahlt, 2006 moderierte er zum 25-jährigen Jubiläum des Senders die Sendung 25 Years on MTV. 2002 zog er nach Berlin, wo auch der deutsche MTV-Sitz zu finden ist.
Ab 2005 moderierte er MTV Rockzone sowie weiterhin die Sendung MTV Spin, die jedoch im Dezember gleichen Jahres ihr Ende fand. Ihr Werk, so Kavka in seiner Abschieds- und Dankesrede an die Zuschauer, sei aber auf Rockzone weiter zu beobachten und lange nicht ausgeschöpft. Ähnlich wie andere MTV/VIVA-Moderatoren zuvor übernimmt Kavka mittlerweile auch Aufträge anderer Fernsehsender. Ende 2007 machte er eine Videokolumne für die RBB-Zeitgeistsendung Polylux. Seit Oktober 2008 wird MTV Rockzone nicht mehr moderiert.

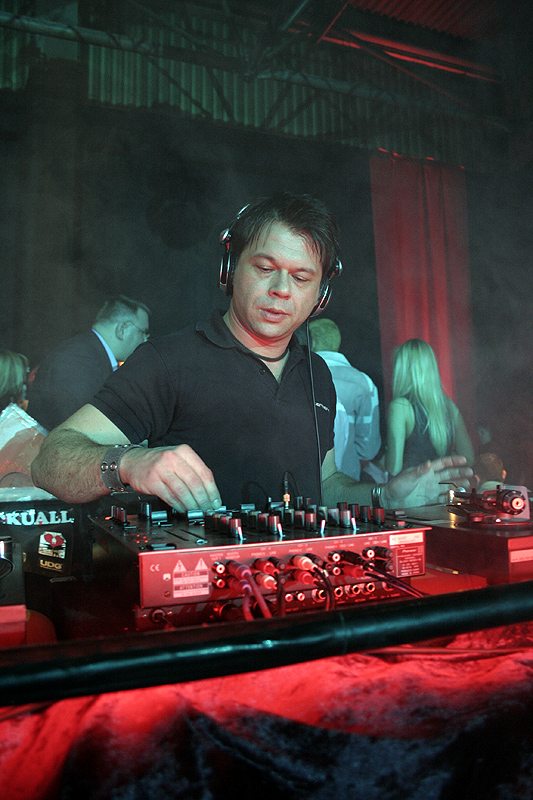
Markus Kavka als DJ (2006)

Für das ZDF moderierte Kavka am 18. Januar 2009 zur Landtagswahl in Hessen die Sendung „Wahl im Web“, die im Internet sowie im ZDFinfokanal ausgestrahlt wurde. Auch zu den Landtagswahlen im Saarland, Thüringen, Sachsen und zur Bundestagswahl 2009 moderierte Kavka diese Sendung. 2009 präsentierte er zusammen mit Steffen Seibert den Bayerischen Fernsehpreis.
Kavka führte zwischen dem 28. Oktober 2009 und 2013 in 4 Staffeln für kabel eins durch die Sendung Number One!. Dort wurden internationale Pop- und Rockstars unter anderem durch Interviews porträtiert. Ebenfalls wird im Internet die Sendung in NumberOne.web verlängert.
Im Februar 2012 wurde bekannt, dass Kavka neu produzierte Folgen seiner Sendung Number One! ab dem September 2012 wöchentlich auf ZDFkultur präsentiert.
Im Frühjahr 2013 präsentierte Kavka gemeinsam mit „Bierpapst“ Conrad Seidl die Serie Bier on Tour auf Servus TV.
Seit März 2014 moderiert Markus Kavka das neue Format Unicato des Mitteldeutschen Rundfunks, das jeden ersten Mittwoch im Monat im MDR Fernsehen ausgestrahlt wird.
Im Mai 2015 moderierte er zusammen mit Jennifer Weist (Sängerin der Band Jennifer Rostock) eine Folge der Sendung Update Deluxe auf dem Musikfernsehsender Deluxe Music. Ab Dezember 2015 bis 2020 präsentierte Markus Kavka auf Deluxe Music das Format KAVKA DELUXE mit persönlichen Geschichten zu ausgewählten Musik-Videos.
Im Juni 2015 moderierte er für RTL Nitro alle Sendungen mit Fußballspielen der EM-Qualifikation.
Im Juli 2015 war er Interviewpartner von Michael Kessler in dessen Reihe Kessler ist …
Am 1. August 2015 moderierte er die Sendung Wacken Live auf 3sat.
Seit 2020 moderiert er auf Deluxe Music die Sendung Update Deluxe, seit November 2021 zusammen mit Rola.
Im Jahr 2023 erschien in der ARD Mediathek die Dokumentation Viva – Zu geil für diese Welt!, wo er als Kommentator zu sehen ist.

### Im Radio
Von Januar 2017 bis August 2023 verstärkte Markus Kavka das Moderatoren-Team des Radiosenders egoFM. Im März 2019 startete Kavka das digitale Radio 80s80s Wave, dessen Pate er ist.

### Als DJ
Ab Ende der 1990er Jahre entdeckte Kavka für sich das Genre der elektronischen Musik, als er damals in Köln, wo sich als TV-Moderator von Viva Zwei sein Lebensmittelpunkt befand, die Partys der Plattenfirma Kompakt besuchte. Darüber hinaus ist Kavka seit der Jahrtausendwende selbst als DJ tätig. Ausschnitte seiner DJ-Sets veröffentlicht er regelmäßig im Internet. Nach einer Pause während der Anfangsjahre im Fernsehgeschäft trat er nach dem Ende von VIVA Zwei wieder als DJ auf. Im Gegensatz zu früheren Jahren, in denen er hauptsächlich Indie spielte, legte er dann bevorzugt House bzw. Techno auf. Auch wenn er hauptsächlich in Berlin und München als DJ anzutreffen ist, ist seine Musik auch hin und wieder in anderen Städten zu hören, wie unter anderem jährlich auf dem Discofestival in Kassel oder im Rahmen des bei Dessau stattfindenden Melt-Festivals. Im süddeutschen Raum arbeitet er meistens mit dem VJ Herbert Dorfner zusammen.

### Als Autor
Seit 2007 veröffentlichte Kavka 5 Bücher, 4 davon Sachbücher.
Kavkas drittes Buch aus dem Jahr 2008 Hamma wieder was gelernt: über das Erwachsenwerden, eine selbstironische Analyse des Erwachsenwerdens, las er auch selbst als Hörbuch ein. Der Titel spielt auf eine bekannten Spruch Kavkas an, mit der oft seine Abmoderationen beendet.
Bei dem im Jahr 2008 veröffentlichten Titel Rottenegg handelt es sich um Kavkas ersten Roman, der teilweise autobiographisch ist und ein Provinz-Großstadt-Szenario beschreibt.
In dem im Jahr 2020 veröffentlichten Buch zu Depeche Mode schreibt er über seine jahrelange Fan-Beziehung sowie seine Treffen als Journalist mit der Band.

### Kavka vs. The Web
Ab dem 27. Februar 2009 hatte Markus Kavka im Internet seine eigene Sendung Kavka vs. The Web auf der Seite MySpace.com. Immer freitags stellte der Moderator in sieben Minuten Bands, Musiker und Menschen vor, die er selbst im Netz entdeckt hat und spielt gleichzeitig in komödiantischen Einspielern Cowboys, Bauarbeiter und Superhelden im alltäglichen Kampf mit der Gesellschaft 2.0.
In der zweiten Staffel konnten die Videos immer ab Dienstag bei MySpace aufgerufen werden.
Ab März 2010 lief die dritte Staffel, in der Kavka auch weiterhin in verschiedenen Rollen auf die Absurditäten des Web 2.0 hinwies. Zusammen mit seinem Sketchpartner und Regisseur Berni Mayer (aka St. Burnster) durchlief er dabei Inkarnationen vom weltabgekehrten Einsiedler bis zum Jägersmann oder einem Fahrlehrer.
Als Gäste in den drei Staffeln traten unter anderem Sarah Kuttner, Nora Tschirner, Juliette Lewis, Chester Bennington, Rodrigo González, Cem Özdemir und der ehemalige MTV-Kollege Joko Winterscheidt auf, mit dem Kavka auch eine leidenschaftliche Serien-Rivalität verband. In der dritten Staffel waren als Gäste geplant u. a. Jan Delay, Dendemann, Sido, Max Riemelt und Oliver Kalkofe.
Für sein Engagement für Kavka vs. The Web (und auch die ZDF-Sendung Wahl im Web) erhielt Markus Kavka im März 2010 den Innovationspreis „Menschen bewegen Medien“ vom Zentrum für Kunst und Medientechnologie (ZKM) in Karlsruhe.

### Sonstiges
Im März 2008 unterstützte Kavka die Kampagne „Vergiss AIDS nicht!“
Des Weiteren engagierte er sich 2007 bis 2010 auf der Internetseite „Störungsmelder“ und schrieb als Blogger gegen Rechtsradikalismus in Deutschland.
Seit 2024 moderiert Kavka gemeinsam mit Jennifer Weist den Podcast „Fuck you very, very much! Beef im Music-Biz“, herausgegeben von ARD Kultur.

### Interviews
In Bezug auf ein Interview, das Markus Kavka mit Popmusiker Phil Collins führte, erklärte er in einem Podcast-Interview mit Redakteur Jan Schwarzkamp vom Musikmagazin Visions im Dezember 2021: „Phil Collins war für mich in den 1980ern musikalisch der Satan, das konnte man einfach nicht hören als Goth. Dann habe ich mich eingehender mit ihm beschäftigt und habe festgestellt, dass man vor seinen Songschreiberfähigkeiten zumindest mal Respekt haben muss. Als ich den persönlich kennenlernen durfte und gemerkt habe, was das für ein super cooler und super lustiger Typ ist, der auch vollkommen selbstironisch auf sein Gesamtwerk blickt, war es um mich geschehen. Ich habe mir dann auf iTunes den kompletten Genesis- und Phil Collins-Backkatalog auf den Rechner geladen.“

### Privat
Seit 2015 ist Kavka mit Radio-Moderatorin Babette Conrady verheiratet. Das Paar lebt und arbeitet in Berlin.

### Auszeichnungen
- 2008: Grimme Online Award
- 2010: Innovationspreis „Menschen bewegen Medien“
- 2010: Nominierung Grimme-Preis
- 2011: Bayerischer Fernsehpreis

## Bibliografie
- mit Caroline Korneli: Mach mir mal 'ne Nudelsuppe, bevor ich dich besudel, Puppe!. Boys vs. Girls. Rowohlt Verlag, Hamburg 2007, ISBN 978-3-499-62276-2
- Elektrische Zahnbürsten. Die Zeitzünder-Kolumnen. Berlin Verlag, Berlin 2007, ISBN 978-3-8333-0441-5
- Hamma wieder was gelernt. über das Erwachsenwerden. Rowohlt Verlag, Hamburg 2008, ISBN 978-3-499-62379-0
- Rottenegg. Rowohlt Polaris, Berlin 2011, ISBN 978-3-86252-004-6
- Markus Kavka über Depeche Mode Kiepenheuer & Witsch, Köln 2020, ISBN 978-3-462-05327-2
- mit Elmar Giglinger: MTViva liebt dich!. Die elektrisierende Geschichte des deutschen Musikfernsehens. Ullstein Verlag, Berlin 2023, ISBN 978-3-86493-249-6.